# Ред-Крік (Нью-Йорк)
Ред-Крік (англ. Red Creek) — селище (англ. village) в США, в окрузі Вейн штату Нью-Йорк. Населення — 495 осіб (2020).

## Географія
Ред-Крік розташований за координатами 43°14′52″ пн. ш. 76°43′22″ зх. д. / 43.24778° пн. ш. 76.72278° зх. д. (43.247903, -76.722852).  За даними Бюро перепису населення США в 2010 році селище мало площу 2,42 км², з яких 2,35 км² — суходіл та 0,07 км² — водойми.

## Демографія
Згідно з переписом 2010 року, у селищі мешкали 532 особи в 201 домогосподарстві у складі 139 родин. Густота населення становила 220 осіб/км².  Було 237 помешкань (98/км²).
Расовий склад населення:
| - 97,0 % — білих - 1,3 % — чорних або афроамериканців - 0,9 % — корінних американців - 0,4 % — азіатів |

До двох чи більше рас належало 0,4 %. Частка іспаномовних становила 3,0 % від усіх жителів.
За віковим діапазоном населення розподілялося таким чином: 31,8 % — особи молодші 18 років, 57,9 % — особи у віці 18—64 років, 10,3 % — особи у віці 65 років та старші. Медіана віку мешканця становила 33,9 року. На 100 осіб жіночої статі у селищі припадало 102,3 чоловіків;  на 100 жінок у віці від 18 років та старших — 96,2 чоловіків також старших 18 років.
Середній дохід на одне домашнє господарство  становив 49 582 долари США (медіана — 34 028), а середній дохід на одну сім'ю — 55 992 долари (медіана — 39 375). За межею бідності перебувало 24,1 % осіб, у тому числі 24,1 % дітей у віці до 18 років та 10,6 % осіб у віці 65 років та старших.
Цивільне працевлаштоване населення становило 206 осіб. Основні галузі зайнятості: освіта, охорона здоров'я та соціальна допомога — 37,9 %, будівництво — 14,6 %, роздрібна торгівля — 11,7 %.